# فيكتوريا مونتو
كان فيكتوريا "آبداريا تويا"مونتو في حوالي سنة (1739-1805) محاربا ومقاتلا من قبائل مملكة الداهومي في جيش جان جاك ديسالينز أثناء الثورة الهايتية، ، وكانا قبل الثورة هی وديسالينز مستعبدين في بعض الملكيات وكانا مقربين من بعضهما البعض لبقية حياتهما وكان يخاطب ديسالينز كعمه.

## وقت مبكر من الحياة
والحماس ولها علاقة وثيقة مع ديساليز وقد كان لكليهما كراهية مشتركة فيما يتعلق بالعبودية ويلقبها ديساليز بعمته،يُقال إن مونتو ولد في أرض مملكة الداهومي (بنين الحالية)، وتقول بعض المصادر إنه كان جنديا هناك، ولم يتضح بعد  متى اختُطِف واستُعبِد بالضبط أو متى وصل إلى هايتي.
كانت مونتو بجوار ديساليز قبل الثورة كعبيد يعملون معا في ملكية هنري دوكلو، وكانت مونتو قد وُصفت بأنها ذكية ومليئة بالحيوية والطاقة والحماس ولها علاقة وثيقة مع ديساليز وقد كان لكليهما كراهية مشتركة فيما يتعلق بالعبودية ويلقبها ديساليز بعمته، ولم يكن ذلك نتيجة رابط بيولوجي بينهما وإنما كان دلالة على عمق علاقهما الحميمة وإحدى تقاليد القربى المختلفة في أفريقيا.
وُصِفَت مونتو بأنها محاربة ماهرة، وقابلة (وهي من تقوم بعمل الولادة) ومُعالجة، وكانت قد نظمت عدة إنتفاضات قبل المؤتمر الهام في بويس كايمان عام 1791.

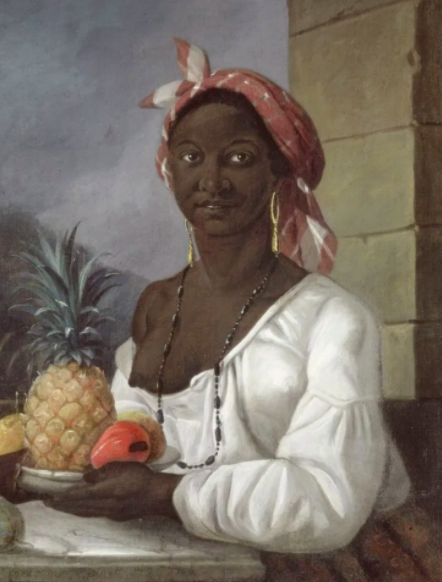
لَوحَة من فیکتوریا مونتو

## ثورة هاييتي
كان صوته قويا وكانت أوامره كأوامر جنرال (قائد)، وفي تحرك ثوري بقيادة تويا مع عدد قليل من العبيد سرعان ما حوصروا ووَقعوا بالأسر في معركة معهم،قاتلت فيكتوريا خلال ثورة العبيد والحرب الأهلية كمجندة نشطة، كان ذلك على الأقل في مناسبة واحدة موثقة وقد قادت الجنود ووجهت لهم الأوامر أثناء المعركة. وكانت تويا (فيكتوريا آبداريا تويا) خلال الثورة على رأس حوالي خمسين عبدا تحمل مطرقة ثقيلة في يدها، مجرفة على كتفها  وسكين أزرق يتدلى من حزامها، وبأوامر من تويا يتم إرسال بعض العبيد لإزالة الغابات،والبعض الآخر إلى الحراثة، والبعض الآخر لحصاد المحصول ووضعه في سلال كبيرة للغلال،كان صوته قويا وكانت أوامره كأوامر جنرال (قائد)، وفي تحرك ثوري بقيادة تويا مع عدد قليل من العبيد سرعان ما حوصروا ووَقعوا بالأسر في معركة معهم، وتهرب تويا ويتعقبها   جنديان ودار إشتباك بينهم وبين تويا، وأصيب أحدهما بجروح بالغة على يد تويا بينما تمكن عدة جنود آخرين من الوصول إلى الجندي الآخر وإنقاذه، وأُلقي القبض على تويا وسُجنت.

## الإرث
يُستَذكر عدد محدود من أسماء المجندات اللواتي خدمن في الجيش الهاييتي أثناء الثورة، وعند ذكرهن تُذكر مونتو جنبا إلى جنب ماري جان لامارتينيه وسانيت بلير من بين هذا العدد المحدود.
ويُذكر أن لدور مونتو في تربية وتعليم ديساليز بقت خالدة في ذاكرته،حيث تكتب سيمون جونز في أحد مؤلفاتها الأدبية حول تأثير تويا الدائم على ديساليز الذي عرفها كجدته أو كأمه أو جدته أو عمته حيث ساهمت في نمو وتحرير الأفارقة المستعبدين في عموم القارة الأمريكية".

### وفاته
أصبح ديساليز إمبراطورا على هاييتي بعد الثورة عام 1804، ومنح مونتو لقب دوقة.
وعندما كانت مونتو على فراش الموت طلب الإمبراطور ديساليز من أحد الأطباء الفرنسيين إنقاذ حياتها معلنا أن تويا عمته التي تشاركت معه مشاعره وأحاسيسه قبل الثورة.